# AstraZeneca
Pour les articles homonymes, voir Astra.
AstraZeneca est un groupe pharmaceutique suédo-britannique, né de la fusion en avril 1999 du suédois Astra et du britannique Zeneca et dirigé par le Français Pascal Soriot depuis 2012.

## Histoire
Le rachat de Zeneca en 1999, appartenant auparavant au groupe Imperial Chemical Industries Pharma (ICI Pharma), par Astra fut possible grâce au succès de l'oméprazole, indiqué principalement dans le traitement de l'ulcère gastrique.
En 2000, AstraZeneca fusionne ses activités dans la chimie et l'agroalimentaire avec celles de Novartis, créant Syngenta.
En 2007, AstraZeneca rachète MedImmune, une entreprise de biotechnologie américaine, pour 13 milliards de dollars (soit 9,6 milliards d'euros).
En juin 2011, AstraZeneca vend sa filiale d’implants dentaires à Dentsply, une entreprise américaine, pour un montant de 1,8 milliard de dollars.
En octobre 2013, AstraZeneca fait l'acquisition de Spirogen, une entreprise de biotechnologie sur le cancer.
En novembre 2014, AstraZeneca acquiert Definiens, une entreprise spécialisée dans la détection du cancer, pour 150 millions de dollars.
En juillet 2015, AstraZeneca vend à la filiale biotech de Sanofi, Genzyme, le Caprelsa, un médicament contre une forme rare de cancer pour un montant de 300 millions de dollars. En novembre 2015, AstraZeneca acquiert ZS Pharma, une entreprise pharmaceutique américaine, pour 2,7 milliards de dollars. Le même mois, AstraZeneca vend des licences sur certains médicaments concernant la maladie de Crohn à Perrigo pour 380 millions de dollars. En décembre 2015, AstraZeneca annonce l'acquisition de 55 % de Acerta Pharma, entreprise spécialisée dans l'oncologie, pour 4 milliards de dollars. Le même mois, AstraZeneca annonce l'acquisition des activités respiratoires de Takeda Pharmaceutical pour 575 millions de dollars.
Le 24 août 2016, AstraZeneca annonce avoir trouvé un accord avec l'Américain Pfizer pour lui vendre une partie de ses activités dans les antibiotiques en dehors des États-Unis pour une valeur d'environ 1,5 milliard de dollars,.
En novembre 2018, AstraZeneca annonce la vente d'un traitement concernant les infections pulmonaires pour enfant à Swedish Orphan Biovitrum pour 1,5 milliard de dollars.
En décembre 2020, AstraZeneca annonce la vente de Crestor (dont le principe actif est la rosuvastatine), son ancien produit phare contre le cholestérol, à Gruenenthal, pour 320 millions de dollars, tout en gardant la distribution de ce médicament dans certains pays. Toujours en décembre 2020, AstraZeneca annonce le projet d'acquisition d'Alexion Pharmaceuticals, pour 39 milliards de dollars. En juillet 2022, AstraZeneca annonce l'acquisition de TeneoTwo, spécialisée dans le lymphome, pour 1,27 milliard de dollars.
En juin 2021, AstraZeneca solidifie sa présence sur le marché des données de santé numériques en collaborant avec Impact Healthcare et Docaposte pour lancer Agoria Santé, une plateforme ouverte à tous d'analyse de données de santé,,.
En décembre 2023, AstraZeneca annone l'acquisition de Gracell Biotechnologies, une entreprise chinoise spécialisée dans l'oncologie, pour 1,2 milliard de dollars. En mars 2024, AstraZeneca annonce l'acquisition pour 1 milliard d'euros de Amolyt Pharma, une entreprise de biotech française spécialisée dans l'hypoparathyroïdie.
En 2024, AstraZeneca est la deuxième plus grande société cotée en bourse au Royaume-Uni, avec une capitalisation boursière de plus de 170 milliards de livres sterling. Son directeur général, Sir Pascal Soriot, est le patron le mieux payé parmi les sociétés du FTSE 100, avec un bénéfice proche de 19 millions de livres sterling.

## Activité

### Dans le monde
AstraZeneca compte environ 83 000 employés dans le monde entier, dans la recherche, le développement, la fabrication, la vente des produits pharmaceutiques et dans l'approvisionnement des services pour les soins médicaux.
AstraZeneca est présent dans huit domaines thérapeutiques majeurs : la diabétologie, l'anesthésiologie, la cardiologie, l'infectiologie, la gastro-entérologie, l'oncologie, la neurologie, la pneumologie et l'immunologie.

### En France
En France 1 450 salariés travaillent sur l’ensemble du territoire, notamment à son siège de Paris La Défense, son site industriel de Dunkerque et son site de conditionnement et de distribution de Reims. Ce site de production industriel emploie plus de 400 personnes. En 2019, AstraZeneca France a inauguré une extension de ce site industriel, faisant suite à un investissement de 135 millions dollars. Ces nouvelles infrastructures comportent de nouvelles chaînes d’assemblage et d'emballage, ainsi que de nouveaux espaces de stockages.
L'oméprazole et l'ésoméprazole sont en très grande partie, pour le monde entier, fabriquées en France à Petite-Synthe par la filiale ASP, dans l'agglomération de Dunkerque, pour le motif historique que la France y a créé une « zone franche urbaine » défiscalisée après la chute de la métallurgie[réf. nécessaire]. Y sont aussi fabriqués les médicaments contenus dans le petit appareil dénommé Turbuhaler, soit Bricanyl, Pulmicort et Symbicort.
Le 20 janvier 2020, en présence d'Emmanuel Macron, Pascal Soriot a annoncé un nouvel investissement pluriannuel de 500 millions de dollars dont 230 millions destinés à la modernisation des équipements et infrastructures existantes.

## Principaux actionnaires
Au 29 mars 2021 :
| Wellington Management Company                   | 5,22% |
| Capital Research & Management (World Investors) | 4,27% |
| BlackRock Investment Management (UK)            | 4,16% |
| Investor AB                                     | 3,93% |
| The Vanguard Group                              | 2,70% |
| Norges Bank Investment Management               | 2,37% |
| BlackRock Fund Advisors                         | 1,88% |
| BlackRock Advisors (UK)                         | 1,28% |
| Fidelity Management & Research                  | 1,15% |
| SSgA Funds Management                           | 1,06% |

## Activité de lobbying
Selon le Center for Responsive Politics, les dépenses de lobbying d'AstraZeneca aux États-Unis s'élèvent en 2017 à 2 390 000 dollars.
AstraZeneca est inscrit depuis 2011 au registre de transparence des représentants d'intérêts auprès de la Commission européenne. Elle déclare en 2017 pour cette activité des dépenses annuelles d'un montant compris entre 700 000 et 800 000 euros.
Pour l'année 2019, AstraZeneca déclare à la Haute Autorité pour la transparence de la vie publique exercer des activités de lobbying en France pour un montant compris entre 200 et 300 000 euros.

## Controverses et affaires judiciaires
En 2013, AstraZeneca a été entendue lors de l'enquête relative à l'affaire GSK en Chine, où des laboratoires pharmaceutiques utilisaient des agences de voyages pour corrompre des médecins et des responsables chinois en leur offrant des voyages touristiques , présentés comme des conférences universitaires. À cette occasion, un des cadres dirigeants de la firme a été détenu,.
En 2016, la firme a été condamnée par la Securities and Exchange Commission à payer une amende de six milions de dollars, pour des faits de corruption en Chine et en Russie, survenus entre 2005 et 2010,,. La Securities and Exchange Commission a déclaré qu'en Chine, les employés d'une filiale d'AstraZeneca corrompaient des responsables de la santé pour les inciter à acheter ses produits ou à réduire les sanctions financières qui atteignaient déjà la société.
En 2018, le Serious Fraud Office soupçonne AstraZeneca et d'autres laboratoires pharmaceutiques comme GlaxoSmithKline et Eli Lilly and Company, de corruption en Irak, ayant fourni gratuitement au gouvernement irakien des médicaments et du matériel pharmaceutique, sachant qu'ils seraient ensuite revendus au marché noir pour financer des attaques terroristes,,. Cette enquête est liée, au moins partiellement, à une action en justice aux États-Unis entamée en octobre devant un tribunal de Washington au nom d'anciens combattants américains tués ou blessés en Irak entre 2005 et 2009. Cette action en justice mène à une demande de dédommagement s'élevant à un milliard de dollars, que rejette Astrazeneca.
En 2020, le choix de la société Shenzhen Kangtai Biological Products comme partenaire d'AstraZeneca dans la fabrication du vaccin d'AstraZeneca-Oxford contre la Covid-19 a posé des questions, cette société ayant été mêlée à un scandale sanitaire,,.